# Хар, Ру ван дер
Рудольф (Ру) Якоб ван дер Хар (нидерл. Rudolf Jacob (Ru) van der Haar; 6 октября 1913, Баньюмас, Центральная Ява — 15 мая 1943, Маумере, Восточная Нуса-Тенгара) — нидерландский хоккеист на траве, полузащитник. Бронзовый призёр летних Олимпийских игр 1936 года.

## Биография
Ру ван дер Хар родился 6 октября 1913 года в районе Баньюмас в Нидерландской Ост-Индии (сейчас в Индонезии).
Играл в хоккей на траве за ХХИС из Гааги.
В 1936 году вошёл в состав сборной Нидерландов по хоккею на траве на летних Олимпийских играх в Берлине и завоевал бронзовую медаль. Играл на позиции полузащитника, провёл 5 матчей, забил 1 мяч в ворота сборной Франции.
Умер 15 мая 1943 года в японском лагере для интернированных в городе Маумере в Нидерландской Ост-Индии (сейчас в Индонезии).